# Jingle Bell Rock (Achille Lauro)
Jingle Bell Rock è un singolo del cantautore italiano Achille Lauro, pubblicato il 4 dicembre 2020 come primo estratto dal secondo album di cover 1920 - Achille Lauro & The Untouchable Band.

## Descrizione
Si tratta di una reinterpretazione dell'omonimo brano di Bobby Helms e vede la partecipazione vocale della cantante italiana Annalisa.

## Video musicale
Il video, diretto da Fabrizio Conte, è stato pubblicato l'8 dicembre 2020 attraverso canale YouTube del cantante.